# Koninklijk Paleis van Bangkok
Het Koninklijk Paleis (Thai: พระบรมมหาราชวัง, Phra Borom Maha Ratcha Wang) in Bangkok is een ommuurd gebouwencomplex, dat dienstdeed als koninklijke residentie van het eind van de 18e eeuw tot het midden van de 20e eeuw. Koning Rama I, de eerste koning van de Chakri-dynastie, startte de bouw van het paleis in 1782, wat het begin markeert van de Rattanakosinperiode in de geschiedenis van Thailand. De vorige koning van Thailand, Bhumibol (inmiddels overleden), woonde al een tijdje niet meer in dit Koninklijk Paleis maar in het modernere Chitraladapaleis in de wijk Dusit, een paar kilometer ten noorden van het oude Koninklijk Paleis.
Het paleis bevindt zich op het eiland Rattanakosin, het historisch hart van Bangkok, op de westelijke oever van de Menam. Het gehele complex omvat 218.400 vierkante meter en wordt volledig omzoomd door een witte muur van 1,9 kilometer. Binnen de muren van het complex bevindt zich ook de belangrijke tempel de Wat Phra Kaew met de Smaragdgroene Boeddha.

## Gebouwen

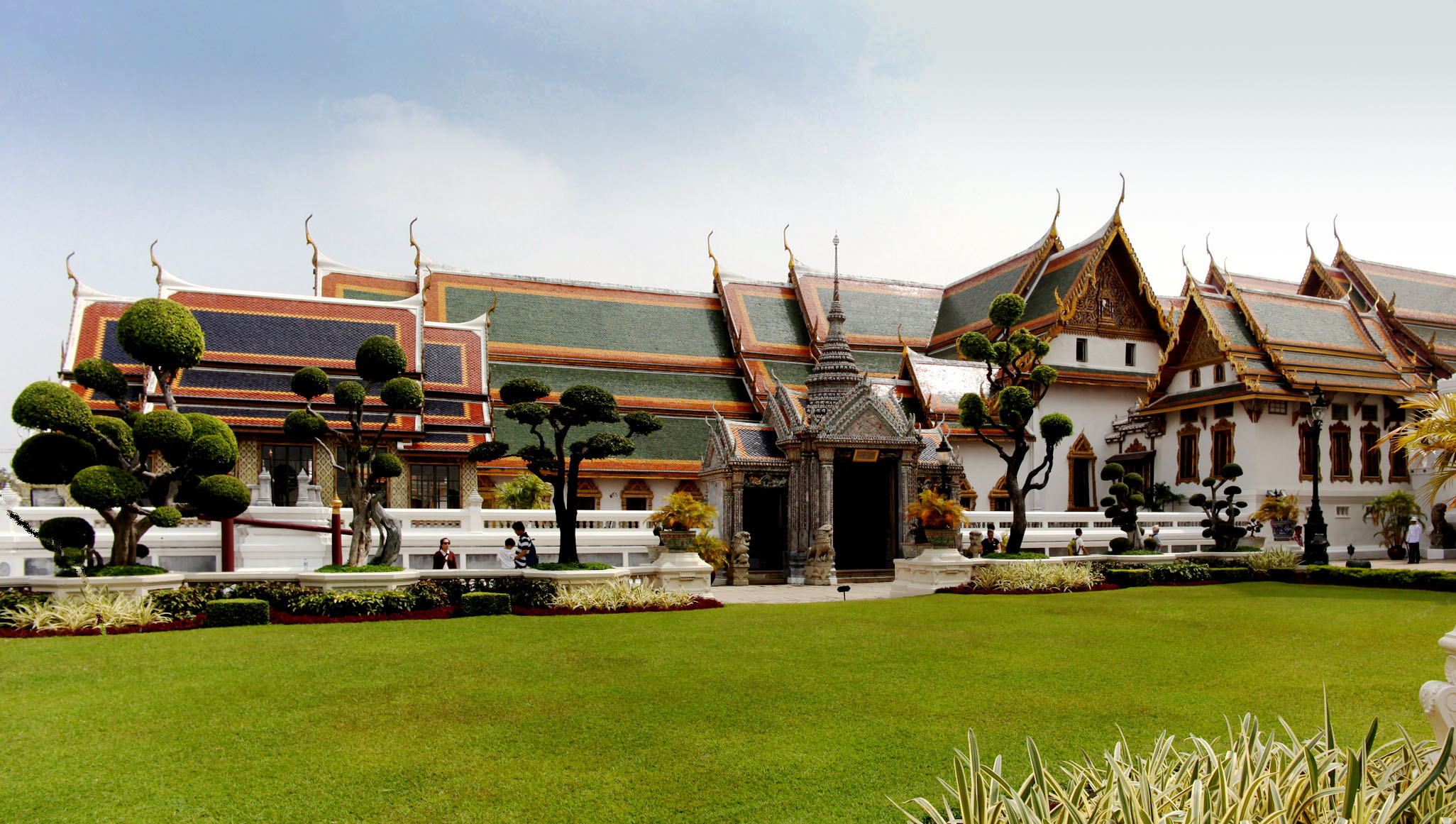
Phra Maha Monthiengebouwen

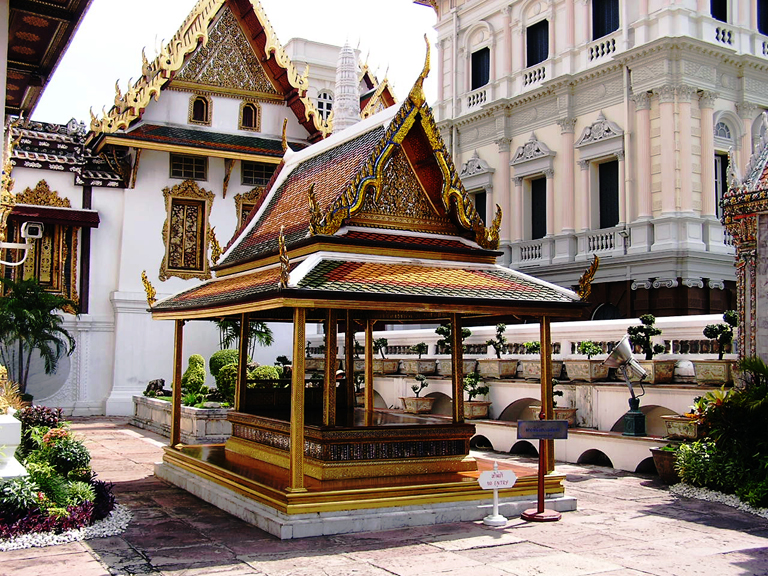
Sanam Chanpaviljoen

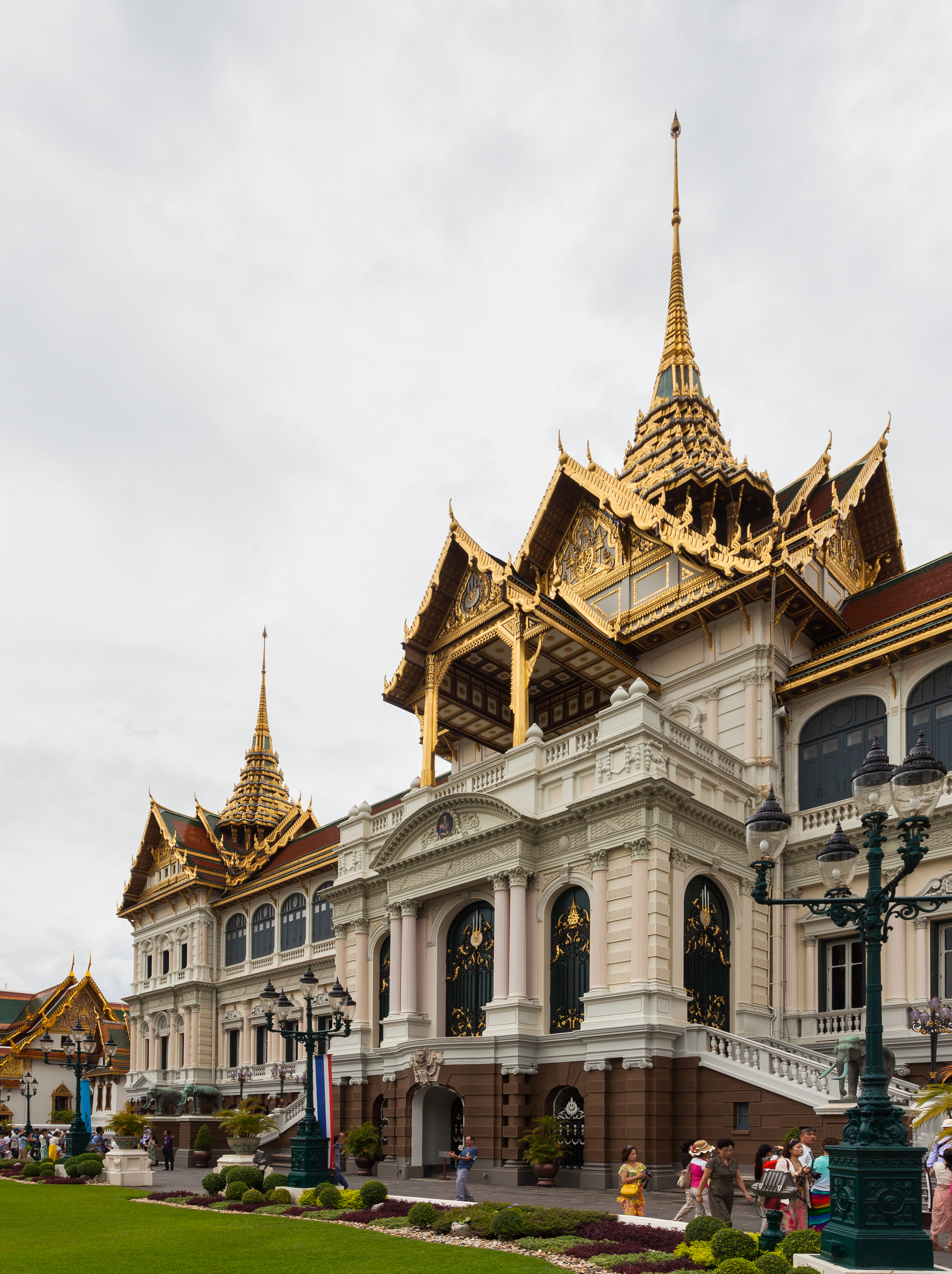
Chakritroonzaal

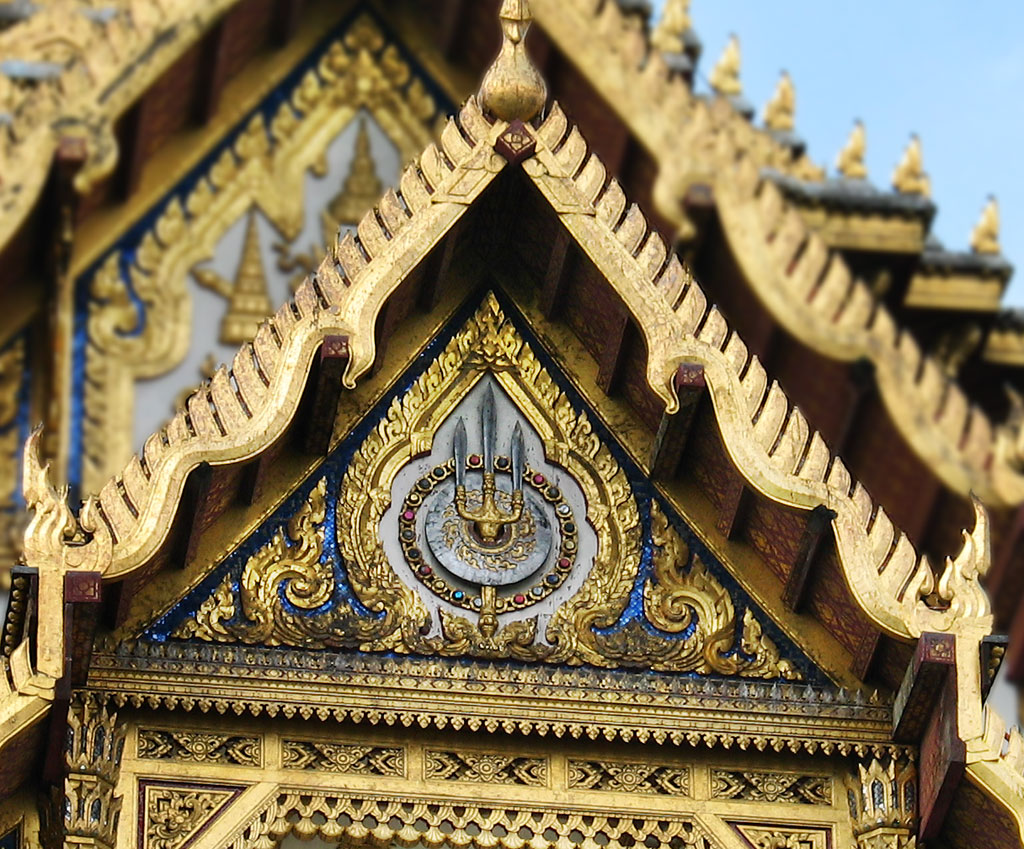
Details gevel Chakritroonzaal, met wapen van de Chakri-dynastie

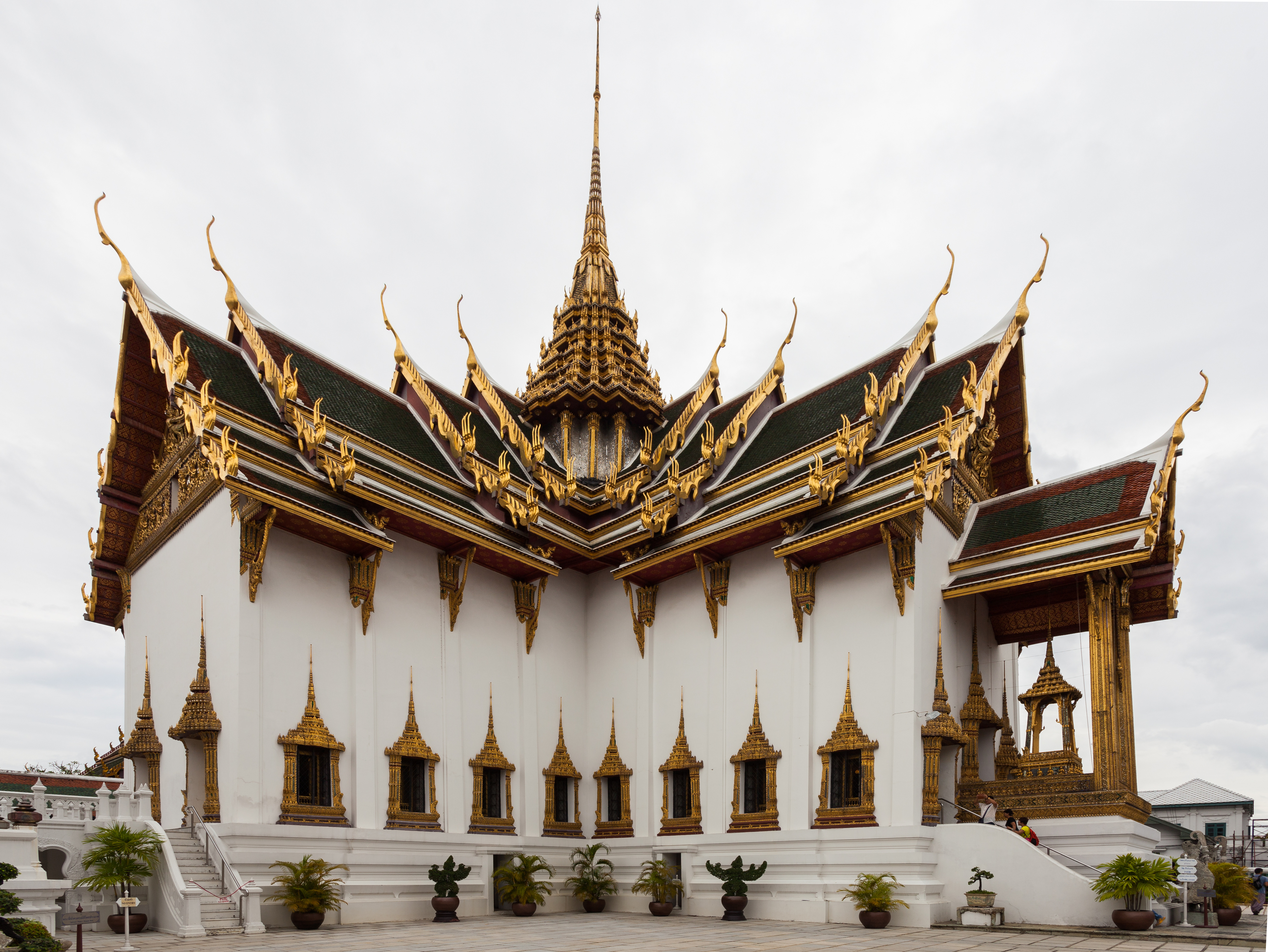
Dusittroonzaal

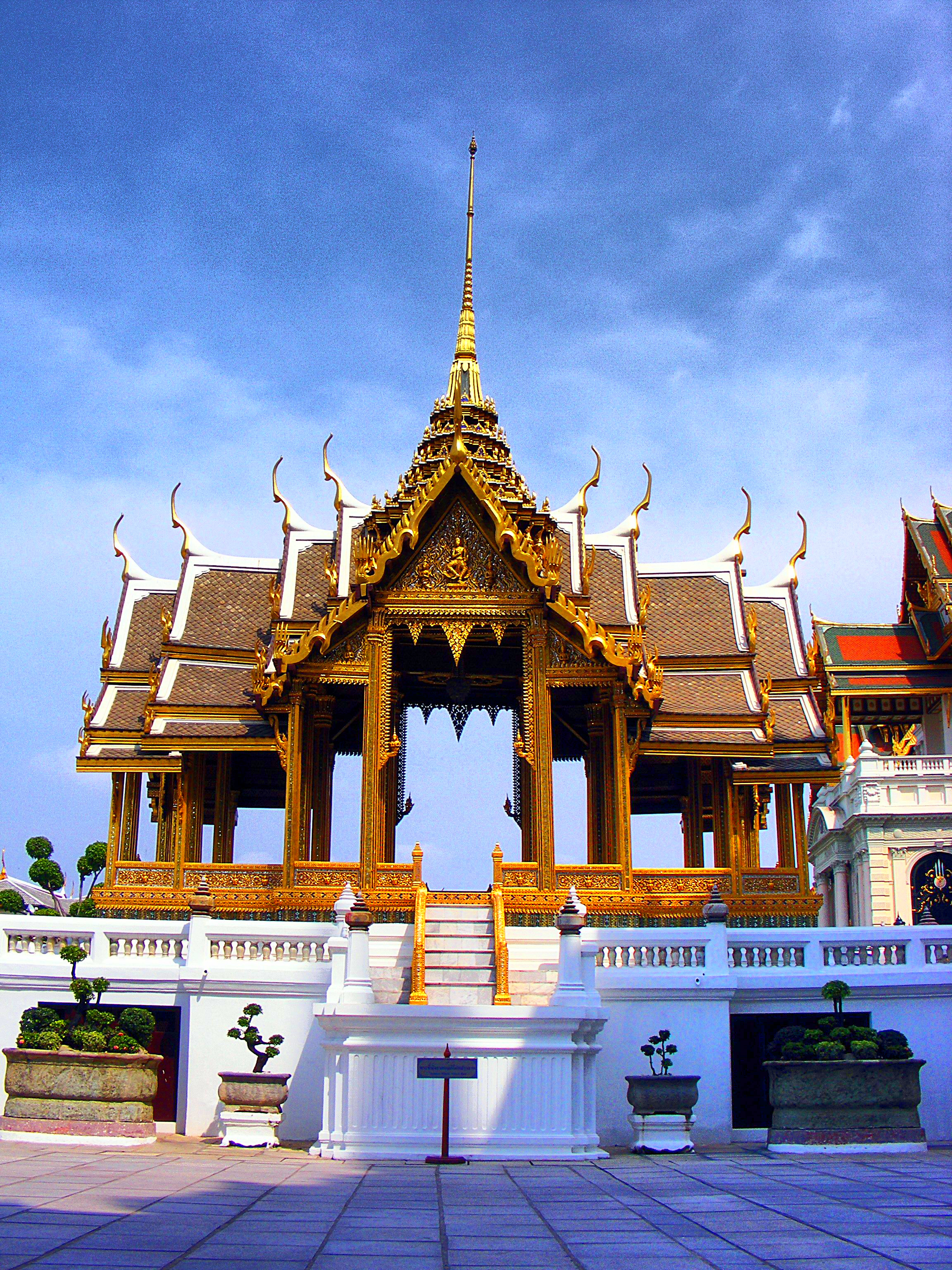
Aphornphimokpaviljoen

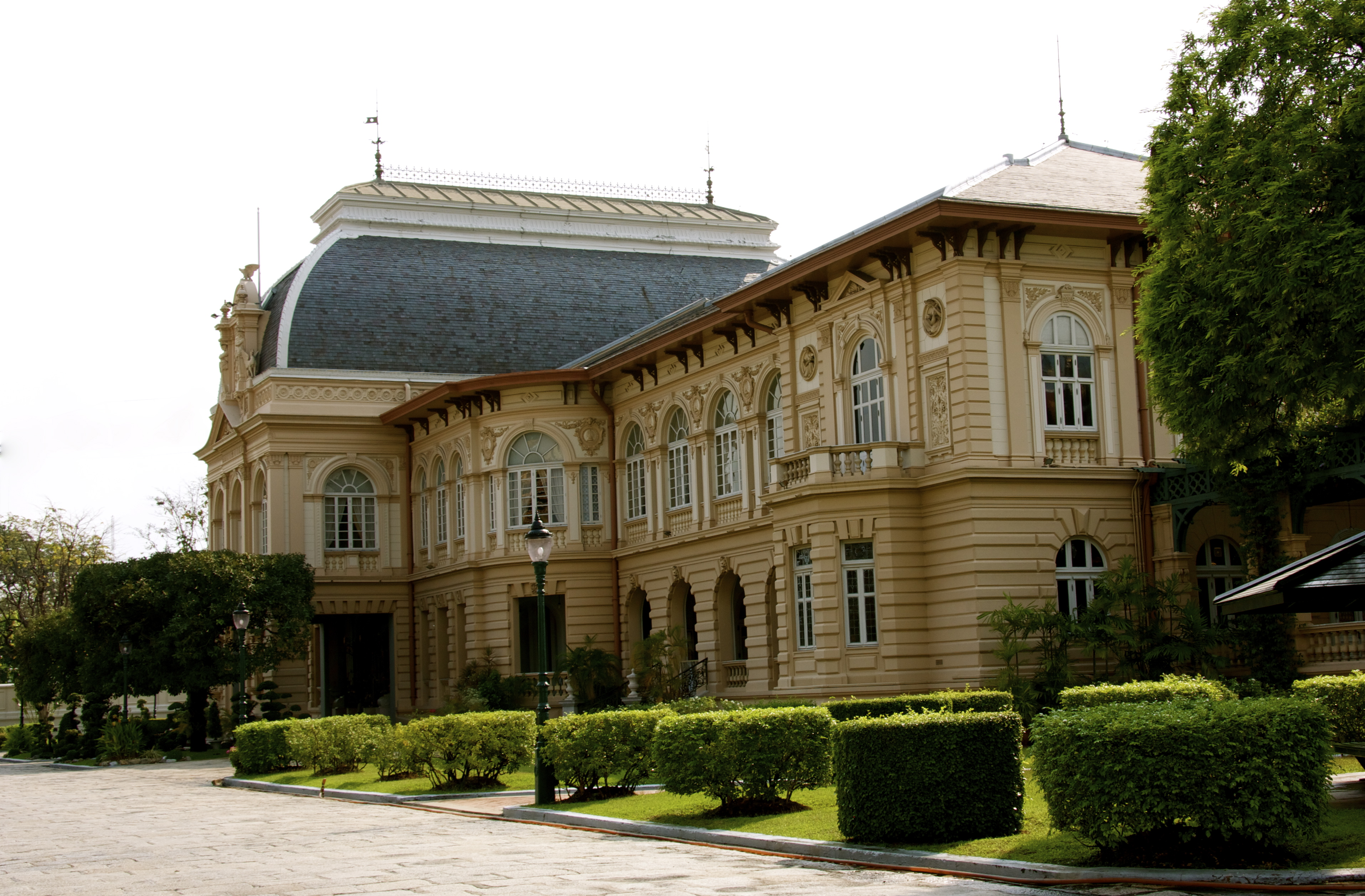
Boromphimanhuis

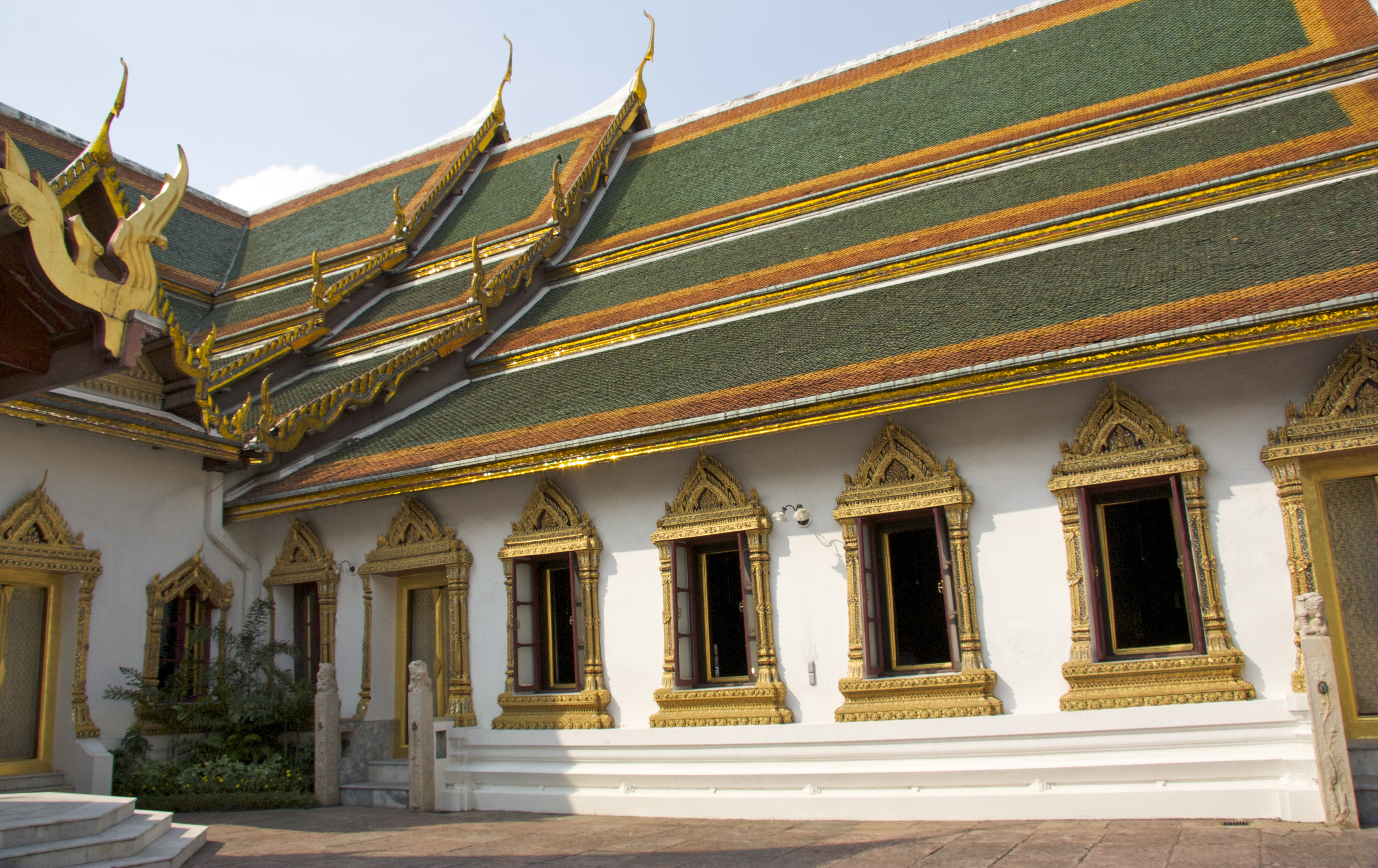
Exterieur van de Amarin Winichaizaal met kenmerkende rode en groene dakpannen

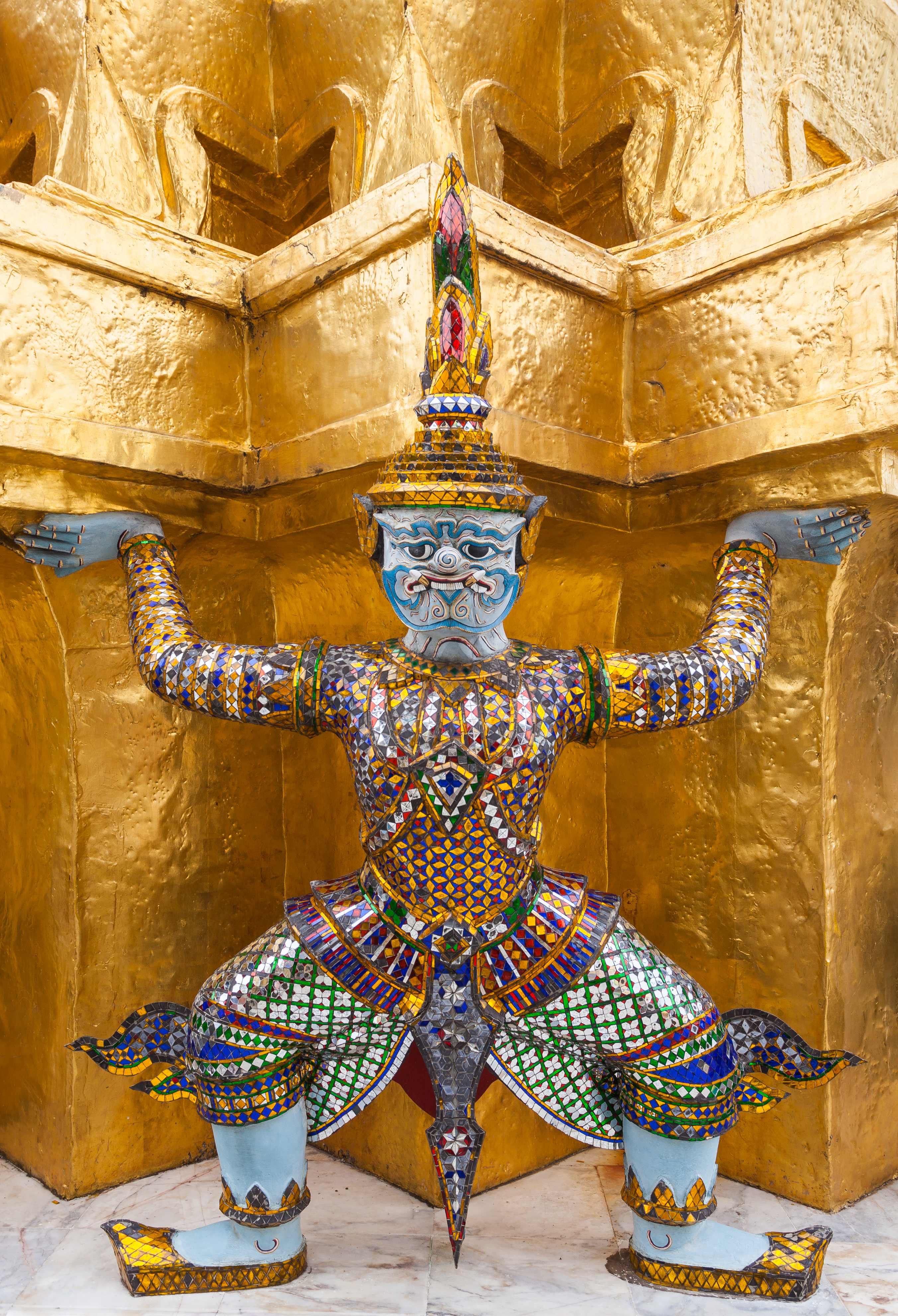
Yaksha "tilt" de zuidelijke Gouden Phra Chedis gelegen op het Phaitheeterras in de tempel van de Smaragdgroene Boeddha

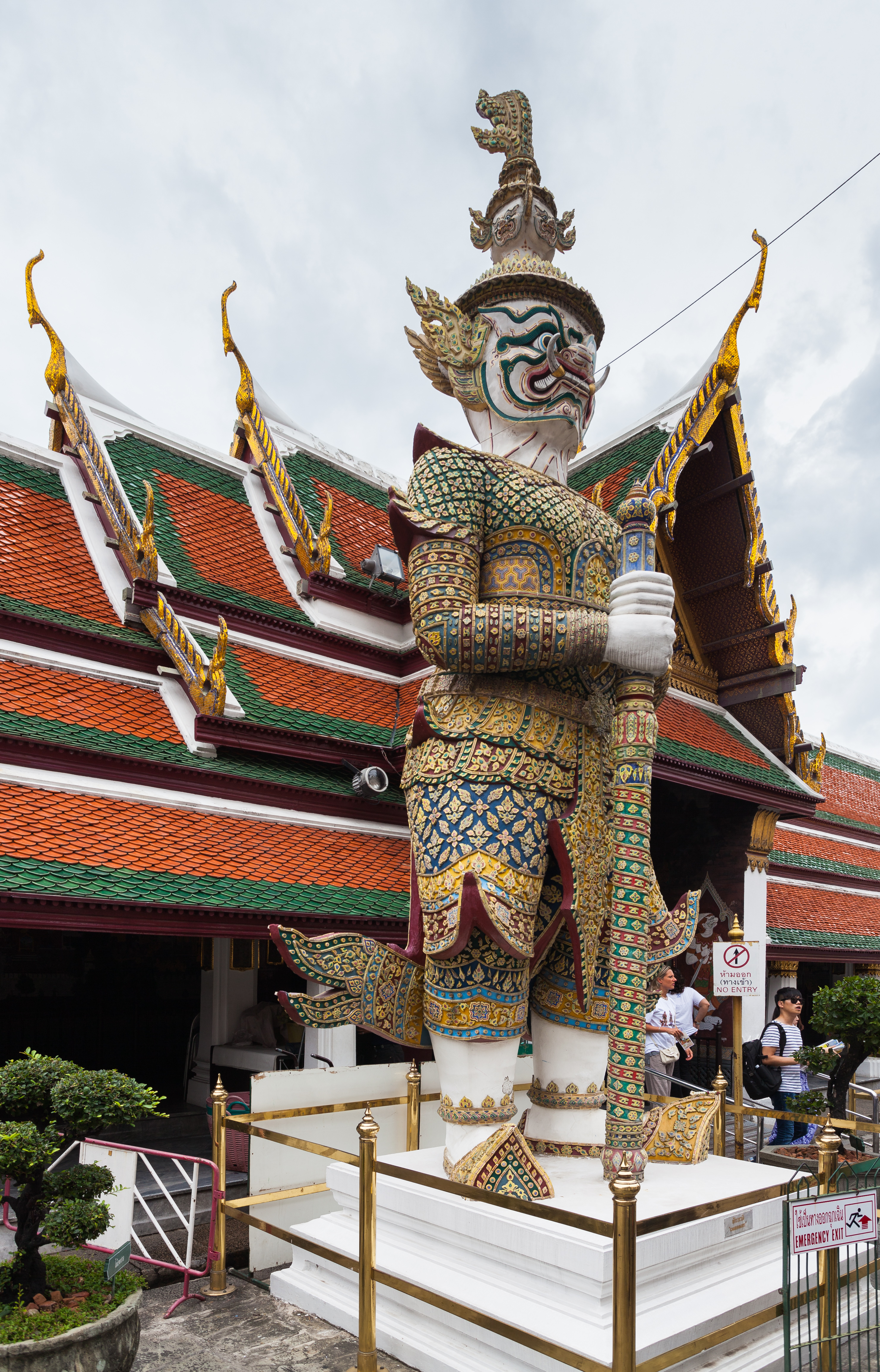
Reuzebeschermer

De nummers bij de hieronder beschreven gebouwen corresponderen met de nummers op de kaart hierboven.

### Wat Phra Kaew

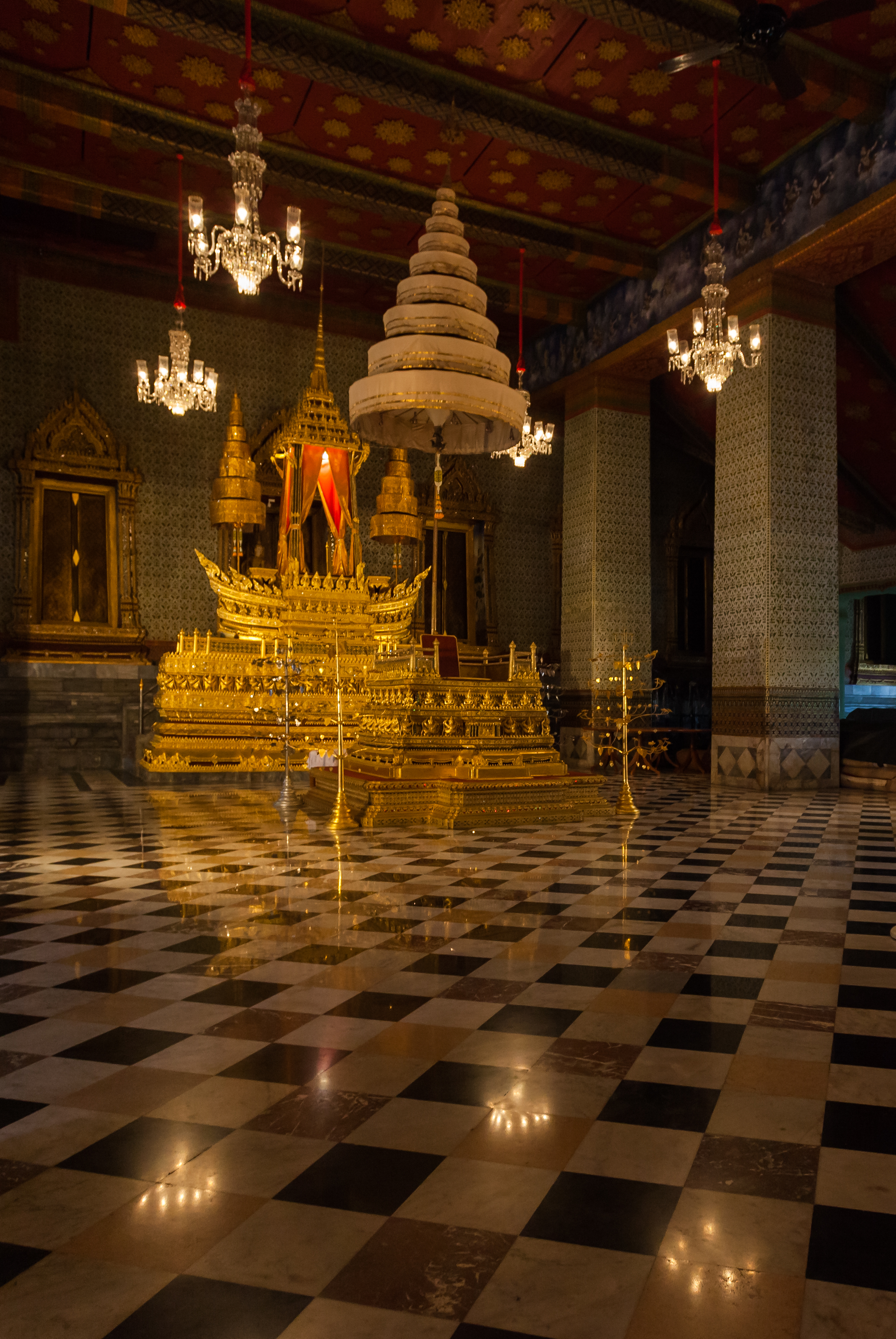
Busabok Malatroon in de Amarin Winichaizaal

### Phra Maha Monthiengebouwen
De drie grootse, met elkaar verbonden gebouwen van deze groep vormen de Grote Residentie van het complex.

Het middelpunt van de 18e-eeuwse Amarin Winichaizaal (nr. 8), het noordelijkste gebouw van de groep, is de bootvormige Busabok Malatroon van Rama I. Als de koning audiëntie hield besteeg hij de achter gordijnen verborgen troon waarna de gordijnen met veel vertoon opzij werden geschoven. De koning kwam dan tevoorschijn op het op het voorsteven gelijkende deel van de troon in de wijde, gouden mantel. De zaal wordt nu gebruikt voor staatsceremonieën zoals de verjaardagstoespraak van de koning.

Door een poort, waardoorheen alleen de koning, de koningin en de koningskinderen mogen lopen, is de zaal verbonden met de Phaisan Thaksinzaal (nr. 9). Hier dineerde Rama I met familie, vrienden en leden van het hof. In 1809 werd er een ceremonie gehouden ter gelegenheid van de nieuwe koning, Rama II. Aan beide zijkanten van de zaal bevinden zich kleine aanbouwen (de Ho Sulalai Phimanzaal (nr. 15) en Ho Phra That Montienzaal (nr. 16)) met waardevolle afbeeldingen, sculpturen en zelfs relikwieën van Boeddha.

Het derde grote gebouw is de Chakraphat Phimanzaal (nr. 10), die diende als residentie voor de eerste drie Chakri-koningen. Het is nog steeds de gewoonte dat pas gekroonde koningen in deze zaal een nacht doorbrengen.
Naast bovenstaande drie grote gebouwen horen er nog een aantal kleine bouwwerken en paviljoens tot de Phra Maha Monthiengebouwengroep.
Zo werd het Dusidaphirompaviljoen (nr. 11) door de koning gebruikt om zich om te kleden. Het paviljoen is gebouwd op het verhoogd platform zodat de koning makkelijk naar binnen kon als hij arriveerde op een olifant of in een draagkoets. Het Racharuedeepaviljoen (nr. 12) diende als openlucht audiëntiekamer. En het Sanam Chanpaviljoen (nr. 13) werd gebouwd door Rama II om in te zitten terwijl hij ontspande of bouwprojecten observeerde. Het kleine paviljoen was verplaatsbaar en kon zo steeds op verschillende plekken op het paleiscomplex worden neergezet.

### Phra Thinang Chakri Maha Prasatgebouwen
Deze groep bestaat uit drie achter elkaar gebouwde gebouwen die met elkaar verbonden zijn.

De Chakritroonzaal (nr. 17) is het eerste gebouw en vorm daarmee eigenlijk de voorgevel van de verzameling gebouwen. Het werd in neoclassicistische stijl gebouwd in 1882 in opdracht van Rama V, ter gelegenheid van het 100-jarige bestaan van de Chakri-dynastie. Het gebouw zou eerst een koepel krijgen maar het hof besloot dat een dak in Thaise stijl met groene en oranje dakpannen beter bij de omliggende gebouwen paste. Op de bovenste verdieping ligt de as van overleden koningen en zijn verschillende zalen ingericht als bibliotheek. De begane grond, die als enige verdieping openstaat voor het publiek, dient nog altijd als voornaamste audiëntiezaal voor de ontvangst van ambassadeurs en buitenlandse vorsten. Wanneer er geen officiële ontvangsten zijn, is er voor bezoekers een museum ingericht met voorwerpen uit de wapenzaal van de koning. De oostvleugel dient als ontvangstzaal voor gasten van de koning. In de lange hal hangen portretten van de Chakri-dynastie. In de westvleugel ligt de ontvangstzaal van de koningin. In de hal in deze vleugel hangen portretten van de koninginnen van Rama IV, Rama V en Rama VII.

De twee vleugels achter de Chakritroonzaal werden in 1868 als losse gebouwen gebouwd: Moon Satharn Borom Ard (nr. 18) en Sommuthi Thevaraj Uppabat (nr. 19). Nadat de Chakritroonzaal was voltooid, werden alle vleugels door gangen met elkaar verbonden. De eerstgenoemde vleugel werd gebouwd op de plaats waar eerst de gebouwen stonden waar Rama V werd geboren en opgroeide. Lang daarvoor had Rama I op dezelfde plek een boomgaard met mangobomen.

De Borom Ratchasathit Mahoran (nr. 20) werd door Rama V gebouwd als dinerzaal voor internationale gasten. Toen Rama IX aan de macht kwam gaf hij opdracht de hal te slopen omdat het verwaarloosd was. In 1996 begon de bouw van een nieuwe hal. Deze nieuwe hal was op 13 juni 2006 het middelpunt van de viering van het 60e jubileum van het koningschap van Rama IX. Er waren leden van maar liefst 25 verschillende monarchieën vanuit de hele wereld bij aanwezig.

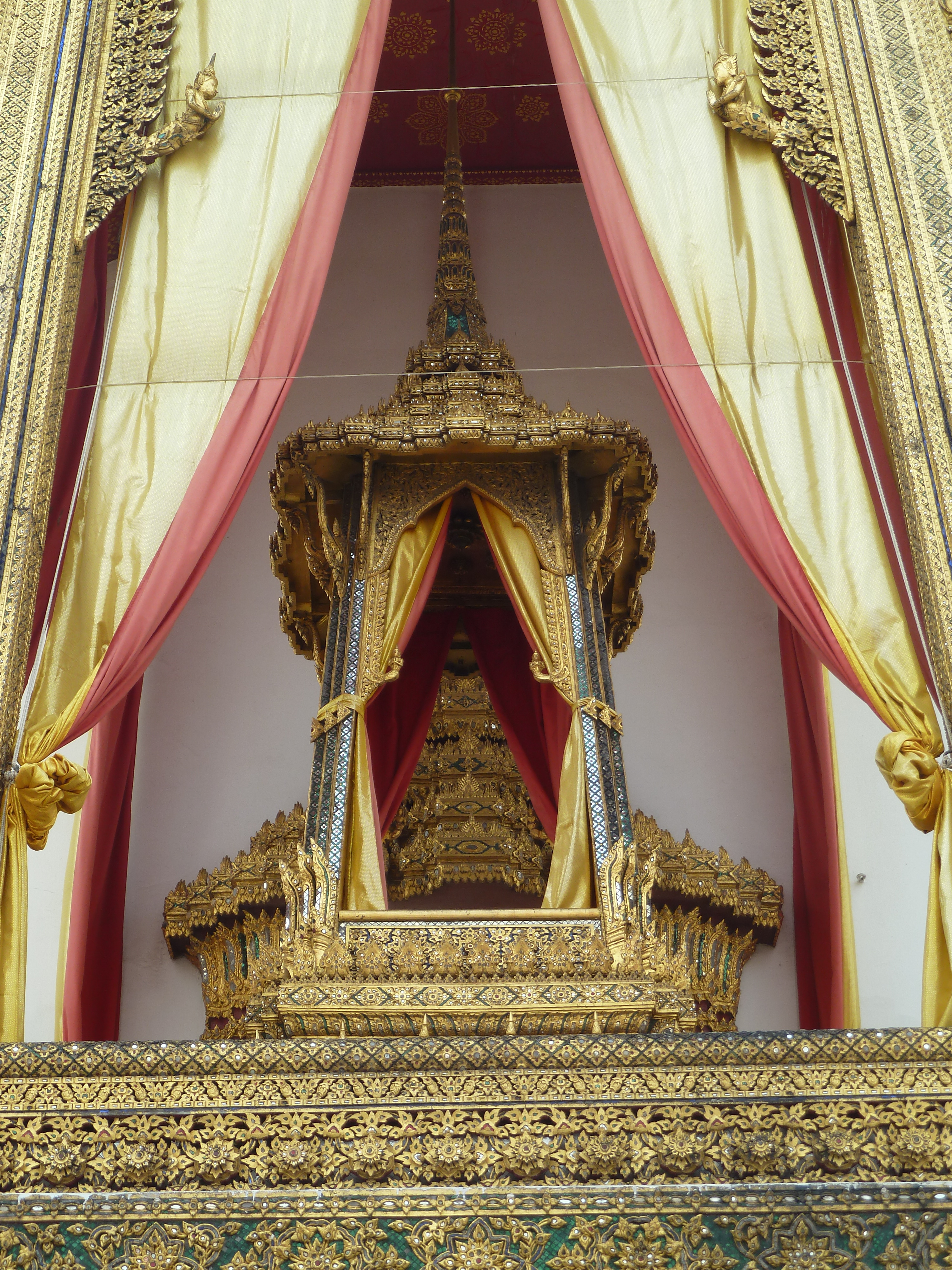
Troon in de Dusittroonzaal

### Phra Maha Prasatgebouwen
Deze kruisvormige Dusittroonzaal (nr. 21) werd oorspronkelijk gebouwd in 1748. Vijf jaar later werd de zaal getroffen door een blikseminslag waarna hij op kleinere schaal werd herbouwd. Het gebouw heeft een versierde gelaagde spits en is een goed voorbeeld van de Rattanakosinarchitectuur. Binnen staat de troon van Rama I. Jaarlijks wordt de zaal nog altijd gebruikt tijdens de Kroningsherdenkingsdag.

Het achter de Dusittroonzaal gelegen Phiman Rattaya (nr. 22) gebouw was oorspronkelijk gebouwd als residentie van Rama I. Gedurende de regeerperiode van Rama VI werd het gebouw nog gebruikt voor verschillende bijeenkomsten in de privésfeer van de koninklijke familie. Tegenwoordig wordt het alleen nog gebruikt in combinatie met de Dusittroonzaal bij grote officiële ceremonies zoals staatsbegrafenissen. 

Het Aphornphimokpaviljoen (nr. 23) werd gebouwd in opdracht van koning Rama IV. Het houten gebouwtje gebruikte hij om zich ergens om te kunnen kleden als hij audiëntie hield in de Dusittroonzaal. Hij liet zich dan op een draagstoel naar de hoge eerste trede van het paviljoen dragen. In het gebouwtje trok hij dan vervolgens kleding aan die bij de gelegenheid paste. Het gebouw is een combinatie van een eenvoudige structuur met uitbundige versieringen.

### Siwalaituinen
De Siwalaituinen (nr. 27) tuinen zijn net als het ernaast gelegen Binnenpaleis gesloten voor het publiek. In de tuinen bevinden zich o.a. de Phra Buddha Ratana Sathan (nr32), een privékapel gebouwd door Rama IV, en het Boromphimanhuis (nr. 28). Dit neoclassicistische gebouw werd door Rama V gebouwd als residentie voor de kroonprins. Het diende als tijdelijke residentie voor de koningen Rama VII, Rama VIII en Rama IX (koning Bhumibol). Tegenwoordig wordt het gebruikt als verblijf voor vooraanstaande gasten. De Phra Thinang Sutthaisawan Prasat (nr. 34), werd door koning Rama I gebruikt als audiëntiekamer tijdens koninklijke ceremonieën en hij keek er naar de training van zijn olifanten. Rama III versterkte het houten gebouw met baksteen en later werden versieringen toegevoegd.

### Binnenpaleis
Het Binnenpaleis (nr. 35) is niet toegankelijk voor publiek. Tot de tijd van Rama VII werd het Binnenpaleis uitsluitend bewoond door vrouwen van de koninklijke familie: hoofdvrouwen, bijvrouwen en hun dochters. Afgezien van de zonen, die het paleis moesten verlaten als zij in de puberteit kwamen, was de koning de enige man die in het paleis mocht wonen. Het was een miniatuurstad met zijn eigen bestuur en wetten en zelfs zijn eigen gevangenis. Onder leiding van de geduchte Leidster van het Binnenpaleis opereerde er een klein leger van geüniformeerde agentes. Rama III renoveerde de onveilige houten gebouwen en Rama V bouwde hier voor zijn favoriete vrouwen mooie paleisjes in victoriaanse stijl. Omdat Rama VI maar één vrouw had, stond het complex praktisch leeg en raakte in verval. De school voor de dochters van de Thaise elite die ook in het Binnenpaleis is gevestigd is nog steeds in gebruik. De meisjes leren de etiquette, bloemschikken en de geheimen van de koninklijke keuken.

## Geschiedenis
In 1782 verplaatste Rama I, de eerste koning van de Chakri-dynastie, de hoofdstad van Thailand (dat toen nog Siam heette) van Thonburi op de westoever van de rivier de Menam naar het eiland Rattanakosin in Bangkok aan de oostkant. Dit deed hij om minder kwetsbaar te zijn in het geval van een nieuwe invasie vanuit Birma. Vijftien jaar eerder was de oude hoofdstad van het land, Ayutthaya, vernietigd door de Birmezen: het land Siam geregeerd vanuit Bangkok was een meer dynamische opvolger van het koninkrijk Ayutthaya. Het nieuwe paleis werd gebouwd op een rechthoekig stuk land tussen Wat Pho en Wat Mahathat. Op de grond waar het paleis moest komen leefde toen een grote Chinese gemeenschap. De koning beval hun te verhuizen naar een nieuwe locatie, wat tot op de dag van vandaag bekendstaat als het Chinatown van Bangkok (Thanon Yaowarat).

De eerste gebouwen van het paleiscomplex waren van hout. Enkele jaren later zou de koning deze vervangen door stenen bouwwerken. Om aan voldoende bouwmaterialen te komen voor alle muren, forten, poorten, troonzalen en koninklijke residentiële gebouwen liet hij per boot over de Menam stenen uit de puinhopen van het verwoeste Ayutthaya komen.

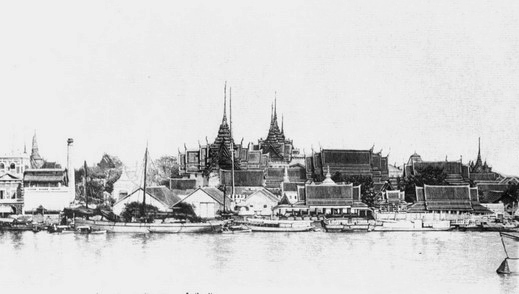
Blik op het Koninklijk Paleis vanaf de Menam, circa 1860

Gedurende vrijwel de gehele Rattanakosinperiode, waarin de koning van Thailand de absolute macht had (1782 tot 1932), was het Koninklijk Paleis zowel het administratieve als religieuze centrum van het land. Het was de hoofdresidentie van de koning en tegelijk zetelde de regering er. Duizenden mensen, van bedienden en wachters tot ministers en prinsessen, woonden binnen de paleismuren.

In het begin van de 20e eeuw werden er in het stadsdistrict Dusit nieuwe paleizen gebouwd (het Dusit Paleizencomplex) die steeds meer door de koninklijke familie gebruikt werden. In 1925 werd de koninklijke residentie officieel hierheen verplaatst. Ook steeds meer ministeries verhuisden uit het Koninklijk Paleis naar andere delen van Bangkok omdat er binnen de oude paleismuren simpelweg niet genoeg ruimte was voor de steeds groeiende overheidsdiensten.
In 1932 kwam de absolute monarchie door een staatsgreep ten einde en vervangen door een meer democratische constitutionele monarchie. Het oude Koninklijk Paleis heeft tot op de dag van vandaag altijd een officiële en ceremoniële functie behouden. Een deel van het complex is ingericht als museum en is een toeristische attractie.